# Nissedal
Nissedal est une commune de Norvège, située dans le comté (fylke) du Telemark. Elle borde les communes de Kviteseid au nord, Drangedal et Gjerstad à l'est, Vegårshei et Åmli au sud, et Fyresdal à l'ouest.

## Démographie
Nissedal compte 1 375 habitants au 1er janvier 2007.

## Géographie
Nissedal s'étend sur 902 km2.
Le point culminant de Nissedal est le Førheinutane (1 049 m).
Nissedal entoure le lac Nisser et compte 1 750 lacs et étangs.

## Administration
Le maire de Nissedal est Øyvind Tveit (KrF - Chrétien Populaire)[Quand ?].

## Économie
Les ressources principales sont l'industrie, la production d'énergie et l'agriculture.

## Personnages célèbres
- Dagny Tande Lid (1903 - 1998), peintre, illustrateur et chanteur lyrique
- Jan Gunnar Solli (1981 - ), footballeur